# فائزه شهریاری
فائزه شهریاری (زادهٔ ۶ آبان ۱۳۷۳ - تهران) بازیکن بسکتبال تیم ملی ایران است.
وی با قد ۱۷۵ سانتی‌متر در پست شوتینگ گارد بازی می‌کند و دارنده مدال برنز مسابقات بسکتبال سه نفره دانشجویان جهان ۲۰۱۹ چین است.

## زندگی‌نامه
فائزه شهریاری در سن ۱۱ سالگی با تشویق مادرش و زیر نظر سپیده خوشقدم ورزش بسکتبال را آغاز کرد و در سن ۱۳ سالگی به تیم لیگ برتری راه‌آهن راه یافت و یک سال بعد و در سن ۱۴ سالگی به عضویت تیم ملی جوانان درآمد. از سال ۱۳۹۲ تاکنون عضو تیم ملی بزرگسالان می‌باشد. وی حضور در تیم‌های راه‌آهن – کوشا سپهر سبلان – نادر شیمی قم – پالایش نفت آبادان و شیمیدر قم را در کارنامه دارد.
شهریاری خانواده ای کاملاً ورزشی دارد، پدرش فوتبالیست و مادرش از مربیان رشته آمادگی جسمانی است، همچنین برادر کوچکترش علی شهریاری عضو تیم ملی بسکتبال جوانان ایران و از بازیکنان خوب تیم لیگ برتری مهرام تهران می‌باشد.
فائزه شهریاری اصالتاً کرد - کرمانشاه است.

## تحصیلات
وی دانش‌آموخته رشته تربیت بدنی از دانشگاه آزاد واحد یادگار امام خمینی - شهر ری در مقطع لیسانس می‌باشد.

## رویدادهای بین‌المللی
- حضور در تورنمنت چهارجانبه دوستانه تهران ۱۳۹۲ در قالب تیم جوانان ایران و کسب مدال برنز[۱۹]
- حضور در مسابقات بسکتبال دانشجویان آسیا در قالب تیم دانشگاه آزاد ۱۳۹۷ - مالزی[۲۰]
- حضور در مسابقات بسکتبال قهرمانی غرب آسیا ۱۳۹۸ - اردن و کسب مدال برنز
- حضور در مسابقات بسکتبال دانشجویان جهان در قالب تیم دانشگاه آزاد ۱۳۹۹ - چین و کسب مدال برنز[۲۱]
- حضور در مسابقات بسکتبال کاپ آسیا ۱۴۰۰ - اردن[۲۲][۲۳]